# Thập niên 940 TCN
Thập niên 940 TCN hay thập kỷ 940 TCN chỉ đến những năm từ 940 TCN đến 949 TCN.

## Sự kiện
945 TCN - Ai Cập : Psusennes III qua đời, vị vua cuối cùng của Vương triều 21 . Shoshenq kế vị ông ấy, người sáng lập ra  Vương triều thứ hai mươi hai .
940 TCN —Đền thờ Solomon đã được xây dựng xong.

## Sinh
Adad-nirari II , vua của Assyria , được sinh ra (ngày gần đúng).
Nadab , vua của Israel , được sinh ra (ngày gần đúng).
Abijah , vua của Judah , được sinh ra (ngày gần đúng).
Asa , vua của Judah , được sinh ra (ngày gần đúng).

## Mất
~946 TCN: Tống công Kê
~940 TCN: Tấn Vũ hầu